# Regione di Sagittarius OB7
La regione di Sagittarius OB7 comprende alcune estese nebulose di gas ionizzato di varie dimensioni legate a una piccola associazione di stelle giovani e calde, l'associazione OB Sagittarius OB7, nota anche come Sagittarius R1; questa prende il nome della costellazione in cui si trova, il Sagittario.
L'associazione si trova nel Braccio del Sagittario a una distanza di circa 1700 parsec (5540 anni luce) dal sistema solare e appare associata alle nebulose Sh2-35 e Sh2-37; il gran numero di sorgenti infrarosse e di getti molecolari immersi nei gas di queste nubi testimoniano che nella regione i fenomeni di formazione stellare risultano essere ancora attivi.

## Osservazione

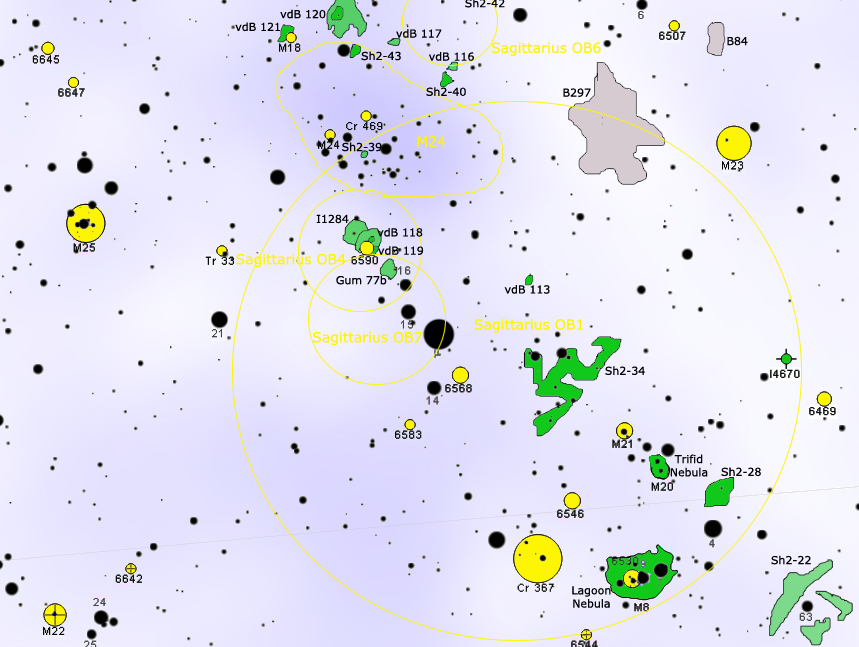
Mappa della regione di Sagittarius OB7.

L'area di cielo in cui si trova l'associazione Sagittarius OB7 giace sul bordo di un campo stellare molto ricco, essendo in direzione del bulge galattico; la scia luminosa della Via Lattea in questo tratto appare infatti molto brillante. L'associazione può essere individuata con facilità grazie alla brillante stella μ Sagittarii, di magnitudine apparente 3,86, che costituisce l'estremità settentrionale dell'arco del Sagittario; l'associazione si trova infatti 1,5° a nordest rispetto a questa stella. Due delle componenti stellari sono osservabili pure ad occhio nudo e sono note con le sigle 15 e 16 Sagittarii, rispettivamente di magnitudine 5,38 e 5,98; le altre componenti sono visibili nei dintorni anche con un piccolo binocolo. Le nebulose associate invece sono al di fuori della portata di piccoli strumenti, sebbene possano essere fotografate con facilità grazie al forte contrasto che si genera fra le nebulose oscure che le circondano e i ricchi campi stellari di fondo.
Sebbene la declinazione dell'associazione sia negativa, la sua relativa vicinanza all'equatore celeste fa sì che possa essere osservata da quasi tutte le aree popolate della Terra. Dall'emisfero boreale la sua osservazione risulta penalizzata soltanto dalle regioni più settentrionali, mentre si mostra relativamente alta sull'orizzonte dalle latitudini medie e basse; dall'emisfero australe il periodo di osservazione è mediamente più lungo. I mesi adatti per la sua osservazione nel cielo serale sono compresi fra giugno e novembre.

## Caratteristiche e struttura

IC 1284 (al centro) e le due nebulose a riflessione vdB 118 e vdB 119 (in basso a destra).

La regione di Sagittarius OB7 è dominata dalla presenza di un vasto complesso di nubi molecolari giganti, ben evidenti grazie al retrostante campo stellare, che ne risulta oscurato; questo complesso riporta tre numeri del catalogo LDN, che lo tratta dunque come altrettante nubi distinte: LDN 291, LDN 314 e LDN 315. Tuttavia, identificare queste tre nubi come oggetti distinti risulta piuttosto difficile, pertanto ci si riferisce spesso con l'unico appellativo LDN 291, che dà il nome all'intero complesso.
Le componenti stellari dell'associazione sono state identificate nel 1978. La più brillante è HD 167264, nota anche come 15 Sagittarii; si tratta di una supergigante blu di classe spettrale B0Ia e magnitudine apparente 5,38. Seguono la gigante blu HD 167263 (16 Sagittarii), di classe O9.5II-III e magnitudine 5,98, BD-20°5053, di classe O6 e magnitudine 9,52, e BD-20°5060, di classe B0IV e magnitudine 8,84. Fra le nebulose brillanti legate all'associazione spicca IC 1284, nota anche come Sh2-37; la sua luce filtra attraverso una sorta di finestra che si apre nel complesso nebuloso oscuro, pertanto appare nettamente distaccata dai campi stellari circostanti. Sh2-35, al contrario, appare come una lunga e debole nebulosità diffusa il cui bordo nordorientale è ben tracciato dalla sovrapposizione delle nubi oscure. Legate alle stelle più luminose vi sono anche alcune nebulose a riflessione, catalogate con le sigle vdB 118 e vdB 119; alla loro presenza si deve la nomenclatura, talvolta utilizzata per l'associazione, di Sagittarius R1. Si ritiene che le fonti di ionizzazione dei gas delle nebulose a emissione siano, oltre alle due giganti blu, anche alcune sorgenti profondamente immerse nei gas e oscurate.
Sebbene vi siano alcune incertezze circa la distanza del complesso, si tende ad accettare un valore di circa 1700 parsec (5540 anni luce); questa stima appare infatti un compromesso fra quella calcolata da Humphreys per l'associazione Sagittarius OB7 (1750 parsec) e quella data dallo studio delle nebulose a riflessione (1600 parsec).
Le dimensioni del complesso si aggirano attorno agli 80x20 parsec e la sua massa supererebbe il milione di masse solari. La nube ionizzata maggiore (Sh2-35) appare ionizzata da una ventina di stelle giovani e calde e coincide con una struttura cava del diametro di 110 parsec, che sarebbe stata originata dall'azione combinata del vento stellare delle sorgenti ionizzanti e dall'esplosione di alcune supernovae avvenuta circa 3 milioni di anni fa.

Immagine nella banda della luce visibile che mostra l'area in cui si trovano i getti HH 80/81.

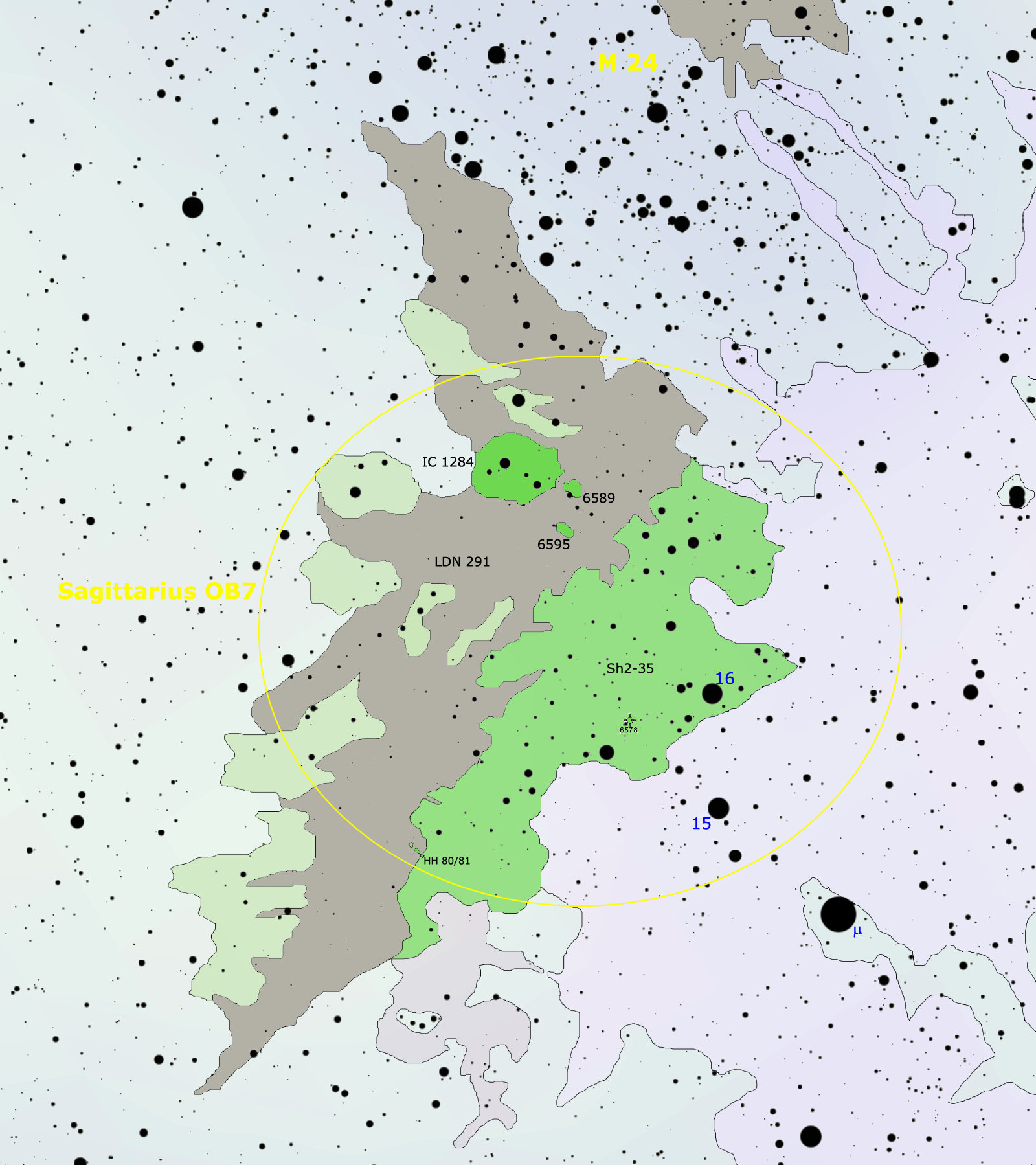
Carta di dettaglio dell'associazione Sagittarius OB7.

## Fenomeni di formazione stellare
I fenomeni di formazione stellare all'interno della regione di Sagittarius OB7 sono ancora attivi, come è testimoniato dalla presenza di diverse sorgenti di radiazione infrarossa, spesso associate a oggetti HH; fra queste spicca la sorgente IRAS 18162−2048, alla quale sono associati i due oggetti HH 80/81, considerati gli oggetti HH intrinsecamente più luminosi conosciuti, e la controparte HH 80N, individuata nel continuum radio e profondamente immersa nei gas. HH 80 possiede un nucleo molto luminoso ed è associato a un gruppo di bozzoli più densi, mentre HH 81 risulta essere in una posizione più isolata. Il getto dei due oggetti è ben collimato sia dalla sorgente che all'esterno degli oggetti stessi e si estende all'interno di una rete di deboli correnti eccitate dall'onda d'urto dell'espansione, che terminano in un grande bow shock; si ritiene che strutture di questo genere si formino quando il materiale espulso dai getti si espande violentemente nel mezzo circostante meno denso. Alla sorgente infrarossa è associata anche una regione H II compatta e maser con emissioni OH e H2O.
Le altre otto sorgenti IRAS identificate nella regione presentano delle caratteristiche tipiche di oggetti stellari giovani di Classe I, ossia giovanissime protostelle; si tratta di sorgenti molto luminose che comprovano la presenza di processi di formazione di stelle di grande massa. In aggiunta a queste sorgenti sono note 22 stelle con forti emissioni nella banda dell'Hα, fra le quali spiccano ESO Hα 285 ed ESO Hα 295, probabilmente due stelle T Tauri, che testimoniano come nella regione siano attivi anche fenomeni di formazione di stelle di piccola massa. Altre di queste sono probabilmente stelle Ae/Be di Herbig, come ESO Hα 292.

### Testi generali
- (EN) Robert Burnham, Jr., Burnham's Celestial Handbook: Volume Two, New York, Dover Publications, Inc., 1978.
- (EN) Thomas T. Arny, Explorations:  An Introduction to Astronomy, 3 updatedª ed., Boston, McGraw-Hill, 2007, ISBN 0-07-321369-1.
- AA.VV, L'Universo - Grande enciclopedia dell'astronomia, Novara, De Agostini, 2002.
- J. Gribbin, Enciclopedia di astronomia e cosmologia, Milano, Garzanti, 2005, ISBN 88-11-50517-8.
- W. Owen, et al, Atlante illustrato dell'Universo, Milano, Il Viaggiatore, 2006, ISBN 88-365-3679-4.

### Testi specifici

#### Sull'evoluzione stellare
- (EN) C. J. Lada, N. D. Kylafits, The Origin of Stars and Planetary Systems, Kluwer Academic Publishers, 1999, ISBN 0-7923-5909-7.
- A. De Blasi, Le stelle: nascita, evoluzione e morte, Bologna, CLUEB, 2002, ISBN 88-491-1832-5.
- C. Abbondi, Universo in evoluzione dalla nascita alla morte delle stelle, Sandit, 2007, ISBN 88-89150-32-7.

#### Sull'associazione Sagittarius OB7
- Reipurth, B.; Rodney, S. A.; Heathcote, S., Star Formation in Sagittarius: The Lynds 291 Cloud, in Handbook of Star Forming Regions, Volume I: The Northern Sky, vol. 4, dicembre 2008,  p. 578.
- (EN) Saito, Hiro; Tachihara, Kengo; Onishi, Toshikazu; Yamaguchi, Nobuyuki; Mizuno, Norikazu; Mizuno, Akira; Ogawa, Hideo; Fukui, Yasuo, A Study of the Molecular Cloud toward the H {II} Regions S35 and S37 with NANTEN, in Publications of the Astronomical Society of Japan, vol. 51, 1º dicembre 1999,  pp. 819-835, DOI:10.1093/pasj/51.6.819. URL consultato il dicembre 2020.

### Carte celesti
- Toshimi Taki, Taki's 8.5 Magnitude Star Atlas, su geocities.jp, 2005. - Atlante celeste liberamente scaricabile in formato PDF.
- Tirion, Rappaport, Lovi, Uranometria 2000.0 - Volume II - The Southern Hemisphere to +6°, Richmond, Virginia, USA, Willmann-Bell, inc., 1987, ISBN 0-943396-15-8.
- Tirion, Sinnott, Sky Atlas 2000.0, 2ª ed., Cambridge, USA, Cambridge University Press, 1998, ISBN 0-933346-90-5.
- Tirion, The Cambridge Star Atlas 2000.0, 3ª ed., Cambridge, USA, Cambridge University Press, 2001, ISBN 0-521-80084-6.